# Juhani Järvinen
Jouko Juhani Järvinen (Tuulos, 9 mei 1935 - Helsinki, 14 juni 1984) was een Fins langebaanschaatser.
Hij is de vader van Timo Järvinen en de schoonvader van Emese Nemeth-Hunyady.
Järvinen nam driemaal deel aan de Olympische Winterspelen (in 1956, 1960 en 1964), en waarbij hij in 1956 met een vierde plaats op 1500 meter zijn beste resultaat klokte. Bij de Europese- en wereldkampioenschappen presteerde hij in 1959 beter. Op het EK werd hij tweede in het klassement en veertien dagen later werd hij wereldkampioen.

## Records

### Persoonlijke records
| Afstand      | Tijd    | Datum            | Baan         |
| ------------ | ------- | ---------------- | ------------ |
| 500 meter    | 41,2    | 28 februari 1959 | Squaw Valley |
| 1000 meter   | 1.28,5  | 17 maart 1957    | Rovaniemi    |
| 1500 meter   | 2.06,3  | 1 maart 1959     | Squaw Valley |
| 3000 meter   | 4.45,6  | 1 maart 1964     | Tampere      |
| 5000 meter   | 8.04,4  | 22 februari 1964 | Helsinki     |
| 10.000 meter | 16.35,4 | 27 februari 1960 | Squaw Valley |

### Wereldrecords
| Nr.  | Afstand                  | Tijd    | Datum           | Baan         |
| ---- | ------------------------ | ------- | --------------- | ------------ |
| jr1. | 10.000 meter (junioren)* | 17.27,6 | 7 februari 1954 | Davos        |
| 1.   | 1500 meter               | 2.06,3  | 1 maart 1959    | Squaw Valley |

* = officieus wereldrecord

### Adelskalender
Juhani Järvinen heeft twee periodes aan de top van de Adelskalender gestaan: eerst van 1 maart 1959 tot 30 januari 1960 (335 dagen) en een tweede keer van 16 februari 1960 tot 27 februari 1960 (12 dagen). In totaal heeft Juhani Järvinen 347 dagen aan de top van de Adelskalender gestaan.
Hieronder staan de persoonlijke records (PR's) waarmee Juhani Järvinen aan de top van de Adelskalender kwam en de PR's die hij had staan toen hij van de eerste plek verdreven werd. Tevens zijn de gegevens weergegeven van de schaatsers die voor en na hem aan de top van de lijst stonden.
| Datum      | 500 m | 1500 m | 5000 m | 10.000 m | Punten  | Voorganger / Opvolger |
| ---------- | ----- | ------ | ------ | -------- | ------- | --------------------- |
| 20-01-1955 | 42,8  | 2.10,4 | 7.45,6 | 16.50,2  | 183,336 | Boris Sjilkov         |
| 01-03-1959 | 41,2  | 2.06,3 | 8.11,1 | 16.47,2  | 182,770 |                       |
| 30-01-1960 | 41,9  | 2.10,4 | 7.45,6 | 16.50,2  | 182,436 | Boris Sjilkov         |
| 16-02-1960 | 41,2  | 2.06,3 | 8.05,2 | 16.47,2  | 182,180 |                       |
| 27-02-1960 | 42,3  | 2.12,2 | 7.53,1 | 15.46,6  | 181,006 | Knut Johannesen       |

## Resultaten
| Jaar | EK Allround | WK Allround | Olympische Spelen                      |
| ---- | ----------- | ----------- | -------------------------------------- |
| 1954 | 5e          |             |                                        |
| 1955 |             | NC22        |                                        |
| 1956 | 6e          | NC20        | 9e 500m 4e 1500m 20e 5000m 12e 10000m  |
| 1957 | 12e         | 11e         |                                        |
| 1958 | 10e         | 8e          |                                        |
| 1959 | Zilver      | Goud        |                                        |
| 1960 | NC18        | NC23        | 16e 500m 5e 1500m 15e 5000m 8e 10.000m |
| 1961 |             |             |                                        |
| 1962 |             |             |                                        |
| 1963 | NC19        | NC20        |                                        |
| 1964 | NC19        | 9e          | 19e 500m 8e 1500m 20e 10.000m          |

NC# = niet gekwalificeerd voor de laatste afstand, maar wel als # geclassificeerd in de eindklassering

### Medaillespiegel
| Kampioenschap | Goud · | Zilver · | Brons · |
| ------------- | ------ | -------- | ------- |
| EK Allround   | 0      | 1        | 0       |
| WK Allround   | 1      | 0        | 0       |

Rudolf Ericson · Peder Østlund · Jaap Eden · Oscar Mathisen · Ivar Ballangrud · Michael Staksrud · Åke Seyffarth · Nikolaj Mamonov · Hjalmar Andersen · Boris Sjilkov · Dmitri Sakoenenko · Juhani Järvinen · Knut Johannesen · Jonny Nilsson · Per Ivar Moe · Eduard Matoesevitsj · Ard Schenk · Kees Verkerk · Magne Thomassen · Hans van Helden · Vladimir Lobanov · Jan Egil Storholt · Sergej Martsjoek · Vladimir Belov · Eric Heiden · Viktor Sjasjerin · Andrej Bobrov · Nikolaj Goeljajev · Michael Hadschieff · Eric Flaim · Johann Olav Koss · Falko Zandstra · Rintje Ritsma · Gianni Romme · Jochem Uytdehaage · Chad Hedrick · Sven Kramer · Shani Davis · Patrick Roest